# Liste der Baudenkmale in Waake
In der Liste der Baudenkmale in Waake sind Baudenkmale der niedersächsischen Gemeinde Waake im Landkreis Göttingen aufgelistet. Der Stand der Liste ist das Jahr 1997.

## Allgemein
Waake wird im Jahre 1022 das erste Mal urkundlich erwähnt.
In den Spalten befinden sich folgende Informationen:
- Lage: die Adresse des Baudenkmales und die geographischen Koordinaten. Kartenansicht, um Koordinaten zu setzen. In der Kartenansicht sind Baudenkmale ohne Koordinaten mit einem roten Marker dargestellt und können in der Karte gesetzt werden. Baudenkmale ohne Bild sind mit einem blauen Marker gekennzeichnet, Baudenkmale mit Bild mit einem grünen Marker.
- Bezeichnung: Bezeichnung des Baudenkmales
- Beschreibung: die Beschreibung des Baudenkmales. Unter § 3 Abs. 2 NDSchG werden Einzeldenkmale und unter § 3 Abs. 3 NDSchG Gruppen baulicher Anlagen und deren Bestandteile ausgewiesen.
- ID: die Objekt-ID des Baudenkmales
- Bild: ein Bild des Baudenkmales, ggf. zusätzlich mit einem Link zu weiteren Fotos des Baudenkmals im Medienarchiv Wikimedia Commons. Wenn man auf das Kamerasymbol klickt, können Fotos zu Baudenkmalen aus dieser Liste hochgeladen werden:

## Bösinghausen
| Lage                                           | Bezeichnung              | Beschreibung | ID       | Bild |
| ---------------------------------------------- | ------------------------ | ------------ | -------- | ---- |
| Hünstollenstraße 51° 34′ 3″ N, 10° 3′ 22″ O    | Ehrenmal                 |              | 35291241 |      |
| Hünstollenstraße 5 51° 33′ 52″ N, 10° 3′ 44″ O | Wohn-/Wirtschaftsgebäude |              | 35291261 | BW   |
| Hünstollenstraße 7 51° 33′ 54″ N, 10° 3′ 45″ O | Wohn-/Wirtschaftsgebäude |              | 35291281 | BW   |
| Hünstollenstraße 9 51° 33′ 56″ N, 10° 3′ 44″ O | Wohnhaus                 |              | 35291301 | BW   |

## Waake
| Lage                                                 | Bezeichnung                   | Beschreibung | ID       | Bild           |
| ---------------------------------------------------- | ----------------------------- | --- | -------- | -------------- |
| Am Thie 51° 33′ 24″ N, 10° 3′ 22″ O                  | Tie                           | Der Tie an der Straße Am Thie ist mit einer Mauer umschlossen und in der Mauer befinden sich Bäume. Einzeldenkmal der Baudenkmal-Gruppe Am Tie/Oberdorf 2,4 (ID 35232482) | 35291321 |                |
| Am Thie 1 51° 33′ 24″ N, 10° 3′ 21″ O                | Wohnhaus                      | Einzeldenkmal der Baudenkmal-Gruppe Am Tie/Oberdorf 2,4 (ID 35232482) | 35291344 |                |
| Am Thie 3 51° 33′ 25″ N, 10° 3′ 22″ O                | Wohnhaus                      | Einzeldenkmal der Baudenkmal-Gruppe Am Tie/Oberdorf 2,4 (ID 35232482) | 35291366 |                |
| Auf dem Berge (Friedhof) 51° 33′ 28″ N, 10° 3′ 42″ O | Erbbegräbnis                  | | 35291408 | Weitere Bilder |
| Burgstraße 2 51° 33′ 21″ N, 10° 3′ 8″ O              | Herrenhaus                    | Das Herrenhaus des Gutes wurde von 1779 bis 1786 erbaut. Einzeldenkmal der Baudenkmal-Gruppe Rittergut Waake (ID 35232497)                                                | 35291449 |                |
| Burgstraße 2 51° 33′ 21″ N, 10° 3′ 10″ O             | Verwalterhaus                 | Einzeldenkmal der Baudenkmal-Gruppe Rittergut Waake (ID 35232497) | 35291472 |                |
| Burgstraße 2 51° 33′ 19″ N, 10° 3′ 11″ O             | Scheune                       | Einzeldenkmal der Baudenkmal-Gruppe Rittergut Waake (ID 35232497) | 35291496 |                |
| Burgstraße 2 51° 33′ 20″ N, 10° 3′ 13″ O             | Wohnhaus                      | Einzeldenkmal der Baudenkmal-Gruppe Rittergut Waake (ID 35232497) | 35291519 |                |
| Burgstraße 4 51° 33′ 16″ N, 10° 3′ 15″ O             | Wohnhaus                      | Einzeldenkmal der Baudenkmal-Gruppe Rittergut Waake (ID 35232497) | 35291588 |                |
| Kirchweg 3 51° 33′ 25″ N, 10° 3′ 26″ O               | Wohnhaus                      | Einzeldenkmal der Baudenkmal-Gruppe Kirchweg 3,7,8,10 (ID 35232526) | 35291722 |                |
| Kirchweg 7 51° 33′ 26″ N, 10° 3′ 27″ O               | Kirche                        | Die Dorfkirche Waake ist ein Einzeldenkmal der Baudenkmal-Gruppe Kirchweg 3,7,8,10 (ID 35232526)                                                                          | 35291744 |                |
| Kirchweg 8 51° 33′ 24″ N, 10° 3′ 26″ O               | Wohnhaus                      | Einzeldenkmal der Baudenkmal-Gruppe Kirchweg 3,7,8,10 (ID 35232526) | 35291766 |                |
| Kirchweg 8 51° 33′ 24″ N, 10° 3′ 26″ O               | Nebengebäude                  | Einzeldenkmal der Baudenkmal-Gruppe Kirchweg 3,7,8,10 (ID 35232526) | 35291219 |                |
| Im Hacketal 51° 33′ 40″ N, 10° 4′ 23″ O              | Brücke                        | Brücke zum Mühlenhof über den Fluss Aue | 35291632 | BW             |
| Im Hacketal 2 51° 33′ 33″ N, 10° 5′ 1″ O             | westl. Mühlenanlage (Mühle)   | Einzeldenkmal der Baudenkmal-Gruppe Mühlen im Hacketal (ID 35232512) | 35291677 | BW             |
| Im Hacketal 2 51° 33′ 33″ N, 10° 5′ 0″ O             | westl. Mühlenanlage (Scheune) | Einzeldenkmal der Baudenkmal-Gruppe Mühlen im Hacketal (ID 35232512) | 35291655 | BW             |
| Im Hacketal 3 51° 33′ 32″ N, 10° 5′ 7″ O             | östl. Mühlenanlage (Mühle)    | Einzeldenkmal der Baudenkmal-Gruppe Mühlen im Hacketal (ID 35232512) | 35291699 | BW             |
| Oberdorf 2 51° 33′ 24″ N, 10° 3′ 20″ O               | Wohnhaus                      | Einzeldenkmal der Baudenkmal-Gruppe Am Tie/Oberdorf 2,4 (ID 35232482) | 35291812 |                |
| Oberdorf 4 51° 33′ 25″ N, 10° 3′ 18″ O               | Wohnhaus                      | Einzeldenkmal der Baudenkmal-Gruppe Am Tie/Oberdorf 2,4 (ID 35232482) | 35291834 |                |
| Oberdorf 5 51° 33′ 23″ N, 10° 3′ 20″ O               | Wohnhaus                      | | 35291856 |                |
| Schulstraße 6 51° 33′ 29″ N, 10° 3′ 22″ O            | Wohnhaus                      | | 35291876 |                |
| Winkelgasse 9 51° 33′ 22″ N, 10° 3′ 17″ O            | Wohnhaus                      | | 35291896 |                |